# Chrysocharis flacilla
Chrysocharis flacilla is een vliesvleugelig insect uit de familie Eulophidae. De wetenschappelijke naam is voor het eerst geldig gepubliceerd in 1842 door Walker.